# Sonia Sieff
Sonia Sieff (* 27. září 1979 Paříž) je současná francouzská portrétní a novinářská fotografka. Je dcerou fotografa Jeanloupa Sieffa a Barbary Rixové.

## Život a dílo
Začínala jako fotografka v deníku Journal du Polar, později pracovala pro Elle, Première, Match nebo De l'air.
Její práce je klasická portrétní fotografie a zahrnuje především portréty rodinných přátel a známých osobností. Její portréty působí civilně a přirozeně, osobnosti aranžuje a občas působí idealizovaně.
Na otázku, proč se rozhodla stát fotografkou odpovídá: „...jednoduše proto, že neumím dělat nic jiného.“